# 台湾香科科
台湾香科科（学名：Teucrium taiwanianum）为唇形科香科科属下的一个种。

## 扩展阅读
- 維基物種上的相關：台湾香科科